# Fergus Anderson
Fergus Kenrick Anderson (9 février 1909 - 6 mai 1956) était un pilote de moto professionnel britannique, né à Croydon, Surrey.
Il a été double champion du monde de Grand Prix moto en catégorie 350 cm3.
Son nom apparaît sur la liste du "Black book GB" établie par les nazis, qui détaillait les personnes qui devaient être arrêtées si l'invasion de l'Angleterre avait réussi en 1940.

## Carrière en Grand Prix
Il fait sa première apparition en course le 24 juillet 1938 à Floreffe (Belgique) lors d'une course de 350 cm3 sur une NSU.
Après avoir participé à de nombreuses courses locales, nationales et européennes sur des NSU, des Norton ou des DKW, puis à partir de 1946 sur des Velocette, Anderson est l'un des premiers pilotes britanniques à gagner sa vie en participant à des courses de moto sur le continent européen. Il est champion d'Europe des 350 cm3 en 1947.
1949 : Il termine 3e lors du Grand Prix de Suisse de 1949 pour sa 1re participation au championnat en 250 cm3 sur une Moto Guzzi. Seule course à laquelle il participe cette année-là. Il marque 8 points.
En 1950, il signe avec Moto Guzzi et participe à la catégorie 250 cm3, championnat qu'il termine ex aequo avec l'italien Bruno Ruffo à une belle 3e place glanée au Grand Prix des Nations et 6 points. Il persuade alors Moto Guzzi de construire une moto de 350 cm3, initialement de 320 cm3, devenue plus tard une vraie 350.
1951 : Avec une Moto Guzzi bicylindre de 500 cm3 il participe au championnat 1951 de la catégorie (7e avec 8 points) lors de la seule manche helvétique qu'il remporte. En 250 cm3 il ne marque que 3 points au Grand Prix de France.
En 1952, il court sur plus de circuits et termine vice-champion en 250 cm3 (avec 24 points) derrière l'italien Enrico Lorenzetti tous deux sur Moto Guzzi. Anderson remporte les courses en Suisse et au TT de l'île de Man et termine 3e au Pays-Bas et en Italie.
1953 : Il persuade alors Moto Guzzi de construire une moto de 350 cm3, initialement de 320 cm3, devenue plus tard une vraie 350. Il court le championnat du monde de 1953 lors de la première année de compétition de cette moto. En 350 cm3, il gagne en Allemagne, en France et en Suisse, termine 2e en Italie et 3e au TT. Les 34 points accumulés lui donnent le titre de la catégorie devant Lorenzetti.
En 250 cm3 il remporte le Tourist Trophy de l'île de Man 1953, une 2e place au Dutch TT et trois 3e places ensuite, pour finir à la 4e position du championnat de cette catégorie avec 26 points.
Il court également dans une 3e catégorie, celle des 500 cm3 où Anderson devient le concurrent le plus âgé de l'histoire de la FIM à remporter une course de Grand Prix lorsqu'il remporte la course en Espagne de 1953 à l'âge de 44 ans et 273 jours.
1954 : En favori de l'année, il répète cet exploit lorsqu'il devient de nouveau champion du monde des 350 cm3 (avec 38 points) en 1954 ajoutant quatre victoires à son score (Pays-Bas, Suisse, Italie, Espagne) et une seconde place en Belgique. En 250 cm3 il participe au TT (2e) et en 500 cm3 à celui des Pays-Bas (2e) et d'Allemagne (5e).
Ses victoires au championnat du monde en catégorie 350 cm3 étaient les premières remportées par une moto non britannique.
1955 - Il prend sa retraite de la course en 1955 pour devenir le chef de l'équipe Moto Guzzi, mais démissionne ne pouvant obtenir d'avoir les mains plus libres pour la diriger.
1956 - Il revient à la course et se voit offrir un guidon sur une 350 cm3 par l'usine BMW. Il décède en mai après avoir été éjecté de sa moto lors d'une course à Floreffe, en Belgique là-même où il avait obtenu sa première victoire, en 1938.
De son 1er GP en Suisse en 1949, à son dernier en Espagne en 1954, Fergus Anderson a participé à 30 Grand Prix dans 3 catégories, remporté 11 victoires, monté sur 23 podiums et effectué 11 fois le tour le plus rapide. Sa 1re victoire a eu lieu en Suisse en 1951 et sa dernière en Espagne en 1954. Il a aussi remporté 2 victoires au Lightweight TT.

## Résultats en Grand Prix Moto
Système de points 1949. Seuls les points de 3 courses sur 5 (ou 6) étaient retenus.
| Position | 1er | 2e | 3e | 4e | 5e | Meilleur tour |
| Points   | 10  | 8  | 7  | 6  | 5  | 1             |

Système de points de 1950 à 1968 :
| Position | 1 | 2 | 3 | 4 | 5 | 6 |
| Points   | 8 | 6 | 4 | 3 | 2 | 1 |

| Couleur  | Résultat                       |
| -------- | ------------------------------ |
| Or       | Vainqueur                      |
| Argent   | 2e place                       |
| Bronze   | 3e place                       |
| Vert     | Classé dans les points         |
| Bleu     | Classé hors des points         |
| Bleu     | Non classé (Nc.)               |
| Violet   | Abandon (Abd.)                 |
| Rouge    | Non qualifié (Nq.)             |
| Rouge    | Non pré-qualifié (Npq.)        |
| Noir     | Disqualifié (Dsq.)             |
| Blanc    | Non partant (Np.)              |
| Blanc    | Forfait (Forf.)                |
| Blanc    | Course annulée (A)             |
| Neutre   | Non présent                    |
| Neutre   | Exclu (Ex.)                    |
| Gras     | Pole position                  |
| Italique | Meilleur tour en course        |
| †        | Classé sans terminer la course |
| 1 2 3 …  | Classement dans la catégorie   |

| Année | Catégorie | Équipe     | 1     | 2     | 3     | 4     | 5     | 6     | 7     | 8     | 9     | Points | Rang | Victoire |
| ----- | --------- | ---------- | ----- | ----- | ----- | ----- | ----- | ----- | ----- | ----- | ----- | ------ | ---- | -------- |
| 1949  | 250 cm3   | Moto Guzzi | TT -  | SUI 3 | ULS - | NAT - |       |       |       |       |       | 8      | 8e   | 0        |
| 1950  | 250 cm3   | Moto Guzzi | TT] - | SUI - | ULS - | NAT 2 |       |       |       |       |       | 6      | 3e   | 0        |
| 1951  | 250 cm3   | Moto Guzzi | ESP - | SUI - | TT NC | BEL - | NED - | FRA 4 | ULS - | NAT - |       | 3      | 8e   | 0        |
| 1951  | 500 cm3   | Moto Guzzi | ESP - | SUI 1 | TT -  | BEL - | NED - | FRA - | ULS - | NAT - |       | 8      | 7e   | 1        |
| 1952  | 250 cm3   | Moto Guzzi | SUI 1 | TT 1  | NED 3 | GER - | ULS - | NAT 3 |       |       |       | 24     | 2e   | 2        |
| 1953  | 250 cm3   | Moto Guzzi | TT 1  | NED 2 |       | GER - |       | ULS 3 | SUI 3 | NAT - | ESP 3 | 22     | 4e   | 1        |
| 1953  | 350 cm3   | Moto Guzzi | TT 3  | NED - | BEL 1 |       | FRA 1 | ULS - | SUI 1 | NAT 2 | ESP - | 34     | 1er  | 3        |
| 1953  | 500 cm3   | Moto Guzzi | TT -  | NED - | BEL - | GER - | FRA - | ULS - | SUI - | NAT - | ESP 1 | 8      | 9e   | 1        |
| 1954  | 250 cm3   | Moto Guzzi | FRA - | TT 5  | ULS - |       | NED - | GER - | SUI - | NAT - |       | 2      | 15e  | 0        |
| 1954  | 350 cm3   | Moto Guzzi | FRA - | TT NC | ULS - | BEL 2 | NED 1 | GER - | SUI 1 | NAT 1 | ESP 1 | 38     | 1er  | 4        |
| 1954  | 500 cm3   | Moto Guzzi | FRA - | TT NC | ULS - | BEL - | NED 2 | GER 5 | SUI - | NAT - | ESP - | 8      | 7e   | 0        |